# Ars poetica (Горацій)
Ars Poetica, також Послання до Пісонів (укр. поетичне мистецтво, наука поезії) — віршований твір, написаний Горацієм приблизно між 19 і 10 роками до н. е. У 476 гекзаметрах він є своєрідним посібником, який пропонує іншим поетам моделі для написання віршів і використовувався з цією метою протягом дуже тривалого часу. Таким чином, «Ars Poetica» є не лише найдовшим, але й найвпливовішим поетичним твором Горація.

## Історичне тло
Зміст «Ars Poetica» пов'язаний з елліністичним автором Неоптолемом з Паріона, який жив у III ст. до нашої ери. Саме він сформував погляди Горація на поезію, виражені, зокрема, у першому рядку твору.
Погляди на поезію Горація сформульовані у вигляді листа, адресованого родині Пісонів, точніше Л. Кальпурнію Пісону Цезоніну, префекту міста, призначеному імператором Тиберієм. Таким чином, тональність твору неформальна.
Існують розбіжності щодо класифікації «Ars Poetica» у творах Горація. За змістом його можна віднести до так званих послань, навіть якщо припустити пізнішу дату написання

## Зміст
476 гекзаметрів можна тематично розділити на п'ять блоків.
У першому розділі, який охоплює від першого до 88-го вірша, Горацій висуває вимоги до поета, які, однак, ще не стосуються драми.
Важливість гармонії твору окреслюється тут, зокрема, за допомогою мисленнєвого експерименту, в якому читач знайомиться з художником, який намагається поєднати людину, коня і пір'я на своїй картині, що призводить до смішного результату. Також обговорюються навички, якими повинен володіти поет, щоб уникнути подібних помилок. Горацій також наголошує на правильному виборі теми як передумові гарного твору, а також звертається до мовних аспектів.
У другому розділі, з 89 по 152 вірші, він знайомить з драмою, починаючи з порівняння трагедії і комедії, яке відрізняє ці два жанри один від одного. Також розглядається розробка персонажів у драмі, при цьому слід подбати про те, щоб персонаж не змінювався в ході п'єси.
Третій розділ (вірші 153—201) присвячений побудові драми. Замість того, щоб покладатися виключно на оповідь, слід представити сюжет, але уникати зображення насильства. Горацій також висловлює незвичну для свого часу ідею — закликає включити хор.
У четвертому розділі (вірші 202—308) йдеться про музику і про те, як слід підходити до сатиричної п'єси — а саме, як відрізняти її від трагедії та комедії. Крім того, розвиток грецької трагедії окреслено з використанням історичної ретроспективи. Ці вірші варто взяти до уваги, зокрема, драматургам.
В останньому розділі, який охоплює 309—476 вірші, Горацій вказує на відмінності між грецькою та римською молоддю і каже, що саме цю молодь треба виховувати за допомогою творів. Таким чином, твір повинен і розважати, і повчати, щоб поет не був осміяний.

## Переклади українською
- Горацій. Твори / Пер. з латин. А. Содомора. — К.: Дніпро, 1982.
- Квінт Горацій Флакк. Твори. пер. з латини Андрія Содомори. — Львів: видавництво «Апріорі», 2021.